# Preutești (gmina)
Preutești – gmina w Rumunii, w okręgu Suczawa. Obejmuje miejscowości Arghira, Bahna Arin, Basarabi, Huși, Leucușești i Preutești. W 2011 roku liczyła 6725 mieszkańców.